# Selargius
Selargius (tiếng Sardegna: Ceraxius) là một đô thị ở tỉnh Cagliari, vùng Sardinia của Italia, có vị trí cách khoảng 6 km về phía đông bắc của Cagliari. Đến thời điểm ngày 31 tháng 12 năm 2004, đô thị này có dân số 28.548 và diện tích là 26,7 km².
Đô thị Selargius có các frazione (subdivision) Su Pezzu Mannu Is Corrias Su Planu.
Selargius giáp các đô thị: Cagliari, Monserrato, Quartu Sant'Elena, Quartucciu, Sestu, Settimo San Pietro.